# Luca Damonte
Luca Damonte (Genova, 1992. április 3. ― ) világbajnoki ezüstérmes olasz válogatott vízilabdázó, a Ferencváros játékosa.

## Nemzetközi eredményei

### Klubcsapattal

#### RN Savona
- LEN-Európa-kupa
  - Aranyérmes: 2011-12

#### AN Brescia
- LEN-Európa-kupa
  - Aranyérmes: 2015-16

#### Ferencváros
- Magyar bajnokság
  - bajnok: 2022–23, 2024
- Magyar vízilabdakupa
  - győztes: 2023
- LEN-bajnokok ligája
  - győztes: 2024
  - Bronzérmes: 2021-22